# Together
|  | Denne artikel er oprettet af botten PalnaBot ud fra en ekstern database. Den kan derfor have sproglige fejl eller mangler. Denne skabelon kan fjernes efter kontrol af indholdet. |

Together er en rejsefilm fra 2008 instrueret af Jannik Splidsboel efter eget manuskript.

## Handling
En fortælling om to skotsk/italienske brødre, Andrea og Luca Prodan, der med års mellemrum ender i Argentina. Sammen med bandet Sumo blev Luca en stor rockstjerne i Argentina, indtil sin pludselige død i 1987. Senere opgav Andrea en lovende karriere som skuespiller i Italien og flyttede til sin elskede brors Buenos Aires, hvor han arbejder som performer og radio-DJ. På en rejse gennem landet konfronteres Andrea konstant med erindringerne om sin legendariske bror, og det får ham til at stille spørgsmål om sin egen og sin families skæbne.